# Olly, Syd e Millie
Olly, Syd e Millie foram as mascotes dos Jogos Olímpicos de Verão de 2000, realizados em Sydney, Austrália. Os três representam animais típicos do país-sede da competição.

## Syd
Syd é um ornitorrinco, animal endêmico da Austrália. Seu nome origina-se do nome da cidade-sede dos Jogos, Sydney. Ele representa o espírito de competição, a força do desporto e o ânimo dos competidores.
Syd é um fã dos atletas e dos amantes do desporto. Além disso, cuidou da relação homem-meio ambiente e foi, por isso, defensor da natureza.

## Millie
Millie é uma equidna, outro animal típico do país. Ela vive no Millenium Park de Sydney. Foi criada na intenção de representar uma mulher moderna. Suas principais características são a inteligência e a criatividade. Seu nome advém da palavra "Milênio", numa referência ao fato de que os Jogos de Sydney foram os últimos do segundo milênio.

## Olly
Olly é uma kookaburra, ave típica australiana. Seu nome deriva da palavra "Olimpíada". Ela representa a amizade e a variedade de culturas, junto com o companheirismo e o espírito olímpico que estão presentes nas competições internacionais e são tão importantes quanto a conquista de uma medalha de ouro.
Os criadores desta mascote a idealizaram como bem-humorada, comunicativa e, sobretudo, divertida. Ademais, foi encarregada de proteger os anéis olímpicos durante os Jogos.